# خرگوش‌ماهی چشم‌بزرگ
خرگوش‌ماهی چشم‌بزرگ (نام علمی: Hydrolagus mirabilis) نام یک گونه از راسته موش‌ماهی است.